# Богданович, Анатолий Александрович
Анато́лий Алекса́ндрович Богдано́вич (27 июня 1941 — 21 октября 2018) — советский и российский поэт.

## Биография
Родился в городе Ростове-на-Дону 27 июня 1941 году, его отец погиб на фронте. Писать он начал в 7 классе.
Анатолий Богданович работал в окружной газете, журнале «Знаменосец», редактором отдела поэзии в издательстве «Советская Россия». Публиковался в журналах: «Октябрь», «Знамя», «Огонёк», «Наш современник», «Москва».
Первая книга его вышла в 1972 году, вскоре его приняли в Союз писателей СССР, он был частым гостем поэтических встреч на радио и телевидении, на его стихи композиторы писали песни.
На самом взлете своего творчества Анатолия Александровича подкашивает тяжелая болезнь, он стал обездвиженным, но не оставил своего дела, до болезни он выпустил 7 книжек, после — 12.

## Награды
Анатолий Богданович является обладателем многих наград и премий, в том числе:
- международная премия Николая Островского «За мужество и творческие успехи»[4]
- «писатель года» в номинации «И слово отзовется» национальной премии им. гимнастки Елены Мухиной.[4]